# British Journal of Ophthalmology
British Journal of Ophthalmology (skrót: BJO, Brit J Ophthalmol) – naukowe czasopismo okulistyczne o zasięgu międzynarodowym; wydawane w Wielkiej Brytanii od 1917. Miesięcznik.
Czasopismo jest recenzowane i adresowane do okulistów oraz badaczy zajmujących się procesem widzenia. Prace ukazujące się w tym tytule dotyczą badań i obserwacji klinicznych oraz klinicznie istotnych badań laboratoryjnych związanych z okulistyką. Publikowane są badania oryginalne, duże przeglądy najświeższego stanu wiedzy i praktyki klinicznej w konkretnych zagadnieniach okulistycznych, jak również artykuły redakcyjne, edukacyjne oraz listy. Opisywane są także nowości w zakresie diagnostyki, chirurgii i leczeniu okulistycznym.
Pismo ma współczynnik wpływu impact factor (IF) wynoszący 3,806 (2017). W międzynarodowym rankingu SCImago Journal Rank (SJR) mierzącym wpływ i znaczenie poszczególnych czasopism naukowych „British Journal of Ophthalmology" zostało w 2017 sklasyfikowane na 7. miejscu wśród czasopism okulistycznych. W polskich wykazach czasopism punktowanych przez Ministerstwo Nauki i Szkolnictwa Wyższego czasopismo otrzymywało kolejno: 40 pkt w 2013, 35 pkt w latach 2014-2016 oraz 140 pkt w 2019.
Czasopismo jest indeksowane m.in. w Science Citation Index, BIOSIS Previews, Current Contents: Clinical Medicine, Life Sciences, PubMed Central, Embase, CINAHL, Google Scholar oraz w Scopusie. Wydawcą jest brytyjski koncern wydawniczy BMJ Publishing Group. 